# Champillon
Champillon és un municipi francès, situat al departament del Marne i a la regió del Gran Est. L'any 2007 tenia 512 habitants.

## Demografia

### Població
El 2007 la població de fet de Champillon era de 512 persones. Hi havia 218 famílies, de les quals 40 eren unipersonals (12 homes vivint sols i 28 dones vivint soles), 107 parelles sense fills, 63 parelles amb fills i 8 famílies monoparentals amb fills.
La població ha evolucionat segons el següent gràfic:
Habitants censats

### Habitatges
El 2007 hi havia 238 habitatges, 221 eren l'habitatge principal de la família, 1 era una segona residència i 16 estaven desocupats. 221 eren cases i 17 eren apartaments. Dels 221 habitatges principals, 179 estaven ocupats pels seus propietaris, 35 estaven llogats i ocupats pels llogaters i 8 estaven cedits a títol gratuït; 1 tenia una cambra, 7 en tenien dues, 19 en tenien tres, 50 en tenien quatre i 144 en tenien cinc o més. 194 habitatges disposaven pel capbaix d'una plaça de pàrquing. A 96 habitatges hi havia un automòbil i a 117 n'hi havia dos o més.

### Piràmide de població
La piràmide de població per edats i sexe el 2009 era:
| Homes | Edats   | Dones |
| ----- | ------- | ----- |
| 0     | 95 o +  | 0     |
| 0     | 90 a 94 | 0     |
| 12    | 85 a 89 | 8     |
| 4     | 80 a 84 | 0     |
| 4     | 75 a 79 | 12    |
| 12    | 70 a 74 | 16    |
| 12    | 65 a 69 | 8     |
| 16    | 60 a 64 | 20    |
| 16    | 55 a 59 | 8     |
| 36    | 50 a 54 | 36    |
| 24    | 45 a 49 | 16    |
| 16    | 40 a 44 | 28    |
| 20    | 35 a 39 | 16    |
| 12    | 30 a 34 | 8     |
| 16    | 25 a 29 | 20    |
| 8     | 20 a 24 | 12    |
| 20    | 15 a 19 | 28    |
| 8     | 10 a 14 | 20    |
| 16    | 5 a 9   | 8     |
| 16    | 0 a 4   | 0     |

## Economia
El 2007 la població en edat de treballar era de 342 persones, 241 eren actives i 101 eren inactives. De les 241 persones actives 230 estaven ocupades (121 homes i 109 dones) i 12 estaven aturades (4 homes i 8 dones). De les 101 persones inactives 54 estaven jubilades, 23 estaven estudiant i 24 estaven classificades com a «altres inactius».

### Ingressos
El 2009 a Champillon hi havia 220 unitats fiscals que integraven 522 persones, la mediana anual d'ingressos fiscals per persona era de 27.230 €.

### Activitats econòmiques
Dels 18 establiments que hi havia el 2007, 3 eren d'empreses alimentàries, 1 d'una empresa de fabricació d'altres productes industrials, 2 d'empreses de construcció, 6 d'empreses de comerç i reparació d'automòbils, 1 d'una empresa de transport, 1 d'una empresa d'hostatgeria i restauració, 1 d'una empresa financera, 1 d'una empresa de serveis, 1 d'una entitat de l'administració pública i 1 d'una empresa classificada com a «altres activitats de serveis».
Dels 2 establiments de servei als particulars que hi havia el 2009, 1 era un electricista i 1 empresa de construcció.
L'any 2000 a Champillon hi havia 59 explotacions agrícoles que ocupaven un total de 124 hectàrees.

## Poblacions més properes
El següent diagrama mostra les poblacions més properes.